# 秀才 (日本)
秀才（しゅうさい）とは、律令制において式部省が行った最高の官吏登用試験。秀才試（しゅうさいし）とも。後に紀伝道の学生である最優秀者である文章得業生のみが受験できるようになり、また本来は秀才の解答論文を指した「対策」の名称が広く用いられるようになり、秀才は文章得業生の別称となった。

## 概要
博く群書に通じ才学の高い人物を登用するため、「大事之要略」（国家戦略）を問う方略策と呼ばれる論文が2題を課して論理力と文章力を問うた。最高の成績である上上第から下下第まで9段階の評価がされ、第4位の中上第より上が及第とされたが、及第に至ること自体が困難であった。上上第の成績を得た者は正八位上の位が与えられたが、これは従四位の子が蔭位によって与えられる従七位よりも低かった（もっとも、蔭位資格者及び孝悌の顕彰を受けた者はその蔭位または叙位に1階上乗せされて叙されることになっていた）。また、上中第は正八位下に叙せられた。一方、上下第と中上第は当初は式部留省（預かり）扱いとされていたが、802年（延暦21年）以後は、それぞれ大初位上、大初位下に叙されることとなった。
なお、蔭位資格者と孝悌顕彰者に対する扱いと上下第・中上第及第者に対する措置は秀才と明経のみを対象としていた（9段階評価（中中第以下を落第として1段階とみなせば5段階評価）を採用していたのは両科のみであったため）。なお、802年（延暦21年）以前は前者の規定は上下第・中上第及第者には適用されなかった。